# هگلی‌های راست
هگلی‌های راست (آلمانی: Rechtshegelianer هگلی‌های قدیمی (Althegelianer)، یا راست‌گراهای هگلی (die Hegelsche Rechte)، آن دسته از پیروان فیلسوف آلمانی گئورگ ویلهلم فردریش هگل در اوایل قرن نوزدهم بودند که فلسفه او را از لحاظ سیاسی و مذهبی در جهت محافظه کارانه قرار دادند. آنها معمولاً با هگلیان جوان (چپ هگلی) که فلسفه سیاسی هگل را حمایت از سیاست یا نگاه چپ و مترقی تفسیر می‌کردند، در تقابل قرار می‌گیرند.

## گستردگی
تاریخ‌گرایی هگل معتقد است که هم ایده‌ها و هم رویدادهای اثرگذار تنها با درک تاریخ آنها قابل درک است. هگل در طول زندگی خود گفت که او یک لوتری ارتدوکس است. او نگاه قابل توجهی را به امر مطلق معطوف کرد، اصطلاح او برای روح نامتناهی که مسئول کلیت واقعیت است - چیزی شبیه خدا، البته نه خدای خداباوری همیشگی، بلکه این روح در واقعیت تاریخی دولت مدرن و نو به کمال می‌رسد.